# Hitå
Hitå är en by i Sibbo kommun, Nyland, Finland. Hitå by har sitt ursprung i en herrgård, som inte har använts i den egenskapen sedan några år tillbaka. Hitå herrgård byggdes av köpmannen Emil Schybergsson, och har fortsatt i familjen Schybergsson.